# Klaus Allofs
Klaus Allofs (Düsseldorf, 1956. május 12. –) Európa-bajnok nyugatnémet válogatott német labdarúgó, csatár, edző, sportvezető. Testvére Thomas Allofs (1959) válogatott labdarúgó.

## Pályafutása

### Klubcsapatban
1975 és 1982 között a Fortuna Düsseldorf labdarúgója volt. A Fortunával két nyugatnémetkupa-győzelmet ért el. Tagja volt az 1978–79-es idényben KEK-döntős csapatnak. 1981 és 1987 között az 1. FC Köln csapatában szerepelt. A kölni együttessel egy nyugatnémetkupa-győzelmet ért el és tagja volt az 1985–86-os idényben UEFA-kupa-döntős csapatnak. 1987 és 1989 között a francia Olympique de Marseille, majd 1989–90-ben a Bordeaux játékosa volt. Az Olymique csapatával egy-egy bajnoki címet és franciakupa-győzelmet ért el. 1990 és 1992 között a Werder Bremen labdarúgója volt. Egy-egy bajnoki címet és németkupa-győzelmet szerzett a csapattal. Tagja volt az 1991–92-es idényben KEK-győztes együttesnek. A Bundesligának két alkalommal volt a gólkirálya: az 1978–79-es idényben a Fortuna játékosaként 22 góllal, majd az 1984–85-ös idényben az 1. FC Köln színeiben 26 góllal.

### A válogatottban
1978 és 1988 között 56 alkalommal szerepelt a nyugatnémet válogatottban és 17 gólt szerzett. Részt vett az 1980-as olaszországi Európa-bajnokságon, ahol aranyérmes lett a válogatottal és három góllal a torna gólkirálya lett. Az 1982-es spanyolországi világbajnokságra Jupp Derwall nem válogatta be a versenyre utazó keretbe. Részt vett az 1984-es franciaországi Európa-bajnokságon, majd az 1986-os mexikói világbajnokságon. Élete egyetlen világbajnokságán ezüstérmet szerzett a nyugatnémet válogatott tagjaként, miután a döntőben 3–2-es vereséget szenvedtek az argentin válogatottól.

### Edzőként, sportvezetőként
1998–99-ben a Fortuna Düsseldorf vezetőedzője volt. 1999 és 2012 között a Werder Bremen csapatvezetőjeként, 2012 és 2016 között a VfL Wolfsburg sportigazgatóként tevékenykedett.

## Sikerei, díjai
NSZK
- Világbajnokság
  - ezüstérmes: 1986, Mexikó
- Európa-bajnokság
  - Európa-bajnok: 1980, Olaszország
  - gólkirály: 1980, Olaszország (3 gól)

 Fortuna Düsseldorf
- Nyugatnémet bajnokság (Bundesliga)
  - gólkirály: 1978–79 (22 gól)
- Nyugatnémet kupa (DFB-Pokal)
  - győztes (2): 1979, 1980
- Kupagyőztesek Európa-kupája (KEK)
  - döntős: 1978–79

 1. FC Köln
- Nyugatnémet bajnokság (Bundesliga)
  - gólkirály: 1984–85 (26 gól)
- Nyugatémet kupa (DFB-Pokal)
  - győztes: 1983
- UEFA-kupa
  - döntős: 1985–86
  - gólkirály: 1985–86 (9 gól)

 Olympique de Marseille
- Francia bajnokság
  - bajnok: 1988–89
- Francia kupa
  - győztes: 1989

 Werder Bremen
- Német bajnokság (Bundesliga)
  - bajnok: 1992–93
- Német kupa (DFB-Pokal)
  - győztes: 1991
- Kupagyőztesek Európa-kupája (KEK)
  - győztes: 1991–92